# Куспиниан, Иоганн
Иоганн Куспиниан (нем. Johannes Cuspinian, первоначально Spiesshayraer; 1473, Швайнфурт — 19 апреля 1529, Вена) — австрийский историк и дипломат, профессор медицины и ректор Венского университета.

## Биография
Куспиниан успешно исполнил несколько дипломатических миссий для императора Максимилиана (они описаны в его дневнике в «Fontes rerum austriacarum», т. I). Издал многих классиков и средневековых авторов; в 1522 году написал научный и ценный труд «История римских цезарей» (лат. De Caesaribus atque imperatoribus romanis opus insigne), доведенный до смерти Максимилиана (Страсбург, 1540; на нем. яз., там же, 1541).
Из остальных его трудов внимания заслуживает «История римских консулов» (лат. De consulibus Romanorum commentarii), или «Консульские фасты» (лат. Fasti consulares, 1553), в которых он использовал труды античных авторов, включая Луция Фения Руфа и Кассиодора. После разгрома венгерской армии османами в битве при Мохаче (1526) выпустил также сочинение «О происхождении, религии и правлении турок» (лат. De Turcarum origine, religione et tyrannide), ставшее одним из первых европейских научных трудов по истории этого народа. 
Его «Австрия» (лат. Austria, sive Commentarius de rebus Austriae) представляет собой своеобразный дневник, освещающие политические, военные и историко-церковные события 1502—1527 годов, и впервые полностью была издана в 1885 году в «Fontes rerum austriacarum».